# Hendrik van Gent (theoloog)
Hendrik van Gent, of de Gandavo, Gandavensis, Gandensis, sedert 1613 ook wel (betwistbaar) Henricus Goethals, Henricus Bonicollus genaamd, Latijn Henricus a Gandavo (Gent, ca. 1217 – Doornik of Parijs, 29 juni 1293) was een belangrijk theoloog en filosoof der scholastiek. Zijn eretitel luidt Doctor solemnis.

## Biografie
Hendrik werd geboren aan de Muide te Gent en stierf te Doornik of Parijs. Hij studeerde te Gent en vervolgens in Keulen onder Albertus Magnus. Nadat hij zijn doctoraat behaald had keerde hij terug naar Gent waar hij als eerste filosofie en theologie onderwees.
Hendrik werd in 1267 kanunnik te Doornik, in 1277 diaken in Brugge en in 1278 diaken in Doornik. Tussen 1276 en 1292 werkte hij als invloedrijk magister in de theologie aan de Sorbonne. In 1277 zat hij samen met Étienne Tempier, bisschop van Parijs, in een commissie die de 219 stellingen van het Averroïsme veroordeelde. 
In de periode tussen de dood van Thomas van Aquino (1274) en de verschijning van Johannes Duns Scotus in Parijs (1302/03) was hij een van de meest gerespecteerde en waarschijnlijk meest besproken denkers aan de Universiteit van Parijs. Zijn hele denken wordt gezien als een ontvankelijke en innovatieve neo-Augustijnse reactie op de diverse receptie van Aristoteles in de 13e eeuw. In veel opzichten zijn er verbindingen met Franciscaanse denkers (Alexander van Hales, Bonaventure van Bagnoregio, Guibertus van Doornik). Als seculier predikant vertegenwoordigde hij sinds 1282 de positie van hun critici in het geschil over de biecht- en preekrechten van de bedelorden. Hij schreef het meest uitgebreide Quodlibetalia-werk in de hoge scholastiek, waarin hij de eerste scholastiek was die zich bezighield met actuele problemen zoals de kwestie van het begin van het menselijk leven of de ethische voorwaarden van zondagswerk, pensioencontracten, het recht op zelfverdediging en fysieke integriteit. Zijn Summa (Quaestiones ordinariae) vertegenwoordigt de grootste complete verhandeling in de hoge scholastiek over theologische epistemologie en de leer van God (de bewijsbaarheid ervan, de eigenschappen ervan, de leer van de Drie-eenheid). Het bespreekt in detail de vraag of vrouwen theologie mogen studeren en er in lesgeven.
Heinrich was een expert op het gebied van Aristoteles, maar zette eerder de traditionele richting van het Augustinisme voort, dat hij vooral wilde moderniseren met de opvattingen van de Arabische filosoof Avicenna om zo een adequate tegenhanger te creëren voor de aristotelisch-thomistische filosofie en theologie van die tijd. Vanuit epistemologisch oogpunt vertegenwoordigde hij een gedifferentieerde verlichtingstheorie, die zelfs een bijzonder onderscheidend 'theologisch licht' (lumen theologicum) voor de theoloog erkent. Voor de latere scholastiek, vooral die van Johannes Duns Scotus, waren zijn leringen zowel inhoudelijk als methodologisch een standaard en gaven ze ook herhaaldelijk aanleiding tot gedetailleerde kritiek. Dit omvatte in het bijzonder zijn leer van God als de 'eerste bekende' (primum cognitum) van het menselijk intellect, waarin hij de traditionele leer ontwikkelde van een natuurlijke, indirecte, pre-reflectieve kennis van God, die al werd vertegenwoordigd door de vroegchristelijke theologen. Het niveau van methodologische argumentatie dat in de 13e eeuw werd bereikt, creëerde daardoor een theorie die parallel loopt aan die van Thomas van Aquino, die aanspraak maakte op een constante impliciete kennis van God (cognitio Dei implicita).